# Kärlek utan barn
Kärlek utan barn är titeln på ett tal som framfördes den 7 april 1910 av Hinke Bergegren. Det gavs ut i tryck samma år och blev sedan en kampanj. Under sina föreläsningar tog Bergegren upp ett antal olika punkter som han ansåg var viktiga anledningar till att förespråka användning av preventivmedel och ändring av lagar för ett säkrare samhälle för både män och för kvinnor, av alla samhällsklasser. De som var inbjudna till hans manifest var i början endast kvinnor på grund av den uppståndelse som blev följden när kvinnor och män samtidigt fick ta del av ämnen av denna karaktär. Männen skulle därför få tillfälle att lyssna en annan dag, nämligen dagen efter. Talet sägs, tack vare dess provocerande natur, vara en viktig anledningarna till tillägget till lagen mot ”tukt och sedlighet sårande gärning”. Denna lag kallades sedan inom folkmun för Lex Hinke på grund av hans engagemang i frågan.

## Talets ämnen och åsikter

### Inledning
Inledningen till talet bestod av att Hinke Bergegren berättade om något enligt honom välkänt, de återkommande barnamorden i början av 1900-talet. Han talade om en kvinna, förförd av en bonde, som får stå för deras förbindelses konsekvenser. Hon blev nekad stöd av de män som kunde ha försett henne med hjälp och måste därför ta sitt barns liv. Mannen kunde däremot finna stora möjligheter i sitt liv medan kvinnan stod åtalad för dråp. De fattiga och utslitna kvinnornas situation togs också upp då de måste ta sig an ett barn de vet att de inte kan förse med de nödvändigheter som det behöver. Talet tar upp ett exempel om en fru vars man förlorade sitt arbete efter storstrejken 1909 vilket resulterade i att de inte längre ens hade tak över huvudet. Kvinnan tvingades försöka hitta barnhem åt sina egna barn då hon själv väntande ett nytt, och inte nog med det så var hennes man också otrogen och den kvinnan blev då gravid. Utblottade och i misär skulle det då födas två nya barn. Bergegren ställde frågan om det verkligen borde vara såhär?

### De olika könskraven
Talet refererar till en text skriven av den norske författaren Alexander Kielland, för att förstärka påståendet om att kvinnan inte besatt någon könsdrift. I början av 1900-talet fanns det i det svenska samhället olika krav på vad en man och en kvinna ska båda göra men också känna.
”Man måste – synes det mig – vara alldeles ovetande om hanarnas väsen i naturen, då man vill likställa driften hos könen. Det förekommer mig att t. o. m. ett barn måste kunna förstå, att det är mer drift och fart i ett brev än i en brevlåda”
Detta problem belystes i dess dubbelmoral i talet då männen ”ursäktas” i deras beteende gentemot kvinnorna. Kvinnan skolades redan från barnsben att inte äga sin könsdrift utan vara en ”död apparat” som inte skulle besitta detta könsbegär. En fin och bra kvinna skulle inte ens förstå sig på det begreppet. Det uttrycktes sedan att kvinnan är den raka motsatsen till det påståendet, hon är något minst lika könsdynamiskt som männen, det är något omätbart. Snarare existerar det bevis för kvinnans könsdrift då de måste utstå stora konsekvenser av en utomäktenskaplig romans, om kvinnan inte hade några begär av den sorten skulle dessa brott aldrig begås. Att samhället sedan upprätthöll och accepterade denna dubbelmoral uttryckte Hinke är hemskt och omoraliskt, något måste göras åt saken, grunden för denna orättvisa är icke existerande.

### Barnadödligheten
Talet tar sedan upp problemet med spädbarnsdödlighet, som var omdiskuterat under det tidiga 1900-talet. Enligt Hinke var det många barn som dog både utom och inom äktenskapet, över 100 av 1000 födda barn. Dödligheten var större bland barn som inte var födda inom äktenskapet och av de som var fattiga. I storstaden Stockholm var barnadödligheten ännu högre, där cirka 200 barn dog av 1000 levande födda. Dödstalet verkade inte heller minska när barnen uppnådde ettårsåldern, och en fjärdedel av barnen dog före 6 års ålder. All uppoffring kastades mer eller mindre bort och det slutade inte bara där, man förlorade någon i sin familj, en älskad.
Talets ståndpunkt i det hela var att det är viktigare att arbeta för att en kvinna inte blir gravid än hjälpen då hon redan blivit mor, dock var det också viktigt. Detta var ännu viktigare om några specifika omständigheter inte nåddes.
- om de inte har råd
- om de är sjuka eller av barnafödande skulle komma till skada
- om de besitter en sjukdom som innehåller farliga anlag som går i arv (detta var dock också inräknat bland gifta par).

Dessa kvinnor skulle endast att belastas av en farlig och ytterst osäker framtid på grund av barnen, det var för övrigt dåligt för de barn som då också skulle födas.

### Ärftliga anlag
Bland de olika ämnen som talet berör är frågan om vår genetik och de mänskliga anlag vi för vidare en av dem. Detta oroade Hinke. Eftersom människor tänker på sin boskaps anlag var det inte konstigt att människor också skulle göra det. Vi tar inte något ansvar och får därför utstå de konsekvenser av ogenomtänkt samlag, vidarespridning av anlag för syfilis, tuberkulos, ”dryckesegenskapsbegär” och mer. Sedan stöttades dessa uppgifter med statistik och olika fall som tyder på att ärftligheten är mycket stark inom olika områden men att ”Ärftlighetens makt är betydligt större på det andliga området än på det kroppsliga”. Enligt Bergegren själv var anledningen till hjärnans otroliga mottagning av intryck. Tack vare ett överflöd av intryck leder dessa sig sedan vidare genom ärftlighet. Både alkoholism och ”brottslingsdriften” hade då också mycket att göra med ärftliga anlag, något som talet underströk.

### Röjandet av preventivmedlens argument
Lösningen till de problem som tas upp finns också med i talet. Den stora lösningen var då användningen av preventivmedel. Det fanns fyra argument mot användandet av preventivmedel som under denna del av talets tänkts motbevisas. Argumenten var att det stred mot Guds ord och att de var osedliga, onaturliga och skadliga. Första argumentet valde Hinke att inte beröra eftersom han ansåg det oresonligt. Huruvida det är osedligt besvarades med att om man inte skulle använda skydd skulle det vara mer osedligt att låta ett oskyldigt barn växa upp i misär och lidande, av två onda ting valdes det mindre onda. Onaturligheten kunde påstås existera men då ställdes en motfråga som deklarerade att vi människor alltför ofta gör oss själva till naturens ”herrar”. Till exempel skulle vi människor inte låta en blixt bränna ner Nationalmuseet utan användningen av en åskledare är självklar, ingen skulle säga emot det. Vad det sista argumentet beträffar uttryckte Hinke att det inte finns nog forskning inom detta ämne i Sverige och förde sin blick till Frankrike istället. Där skulle preventivmedel ha använts under flera decennier och de hade endast erhållit positiva följder, förutom inom ”militarismen”.

### Användningen av preventivmedel och avslut

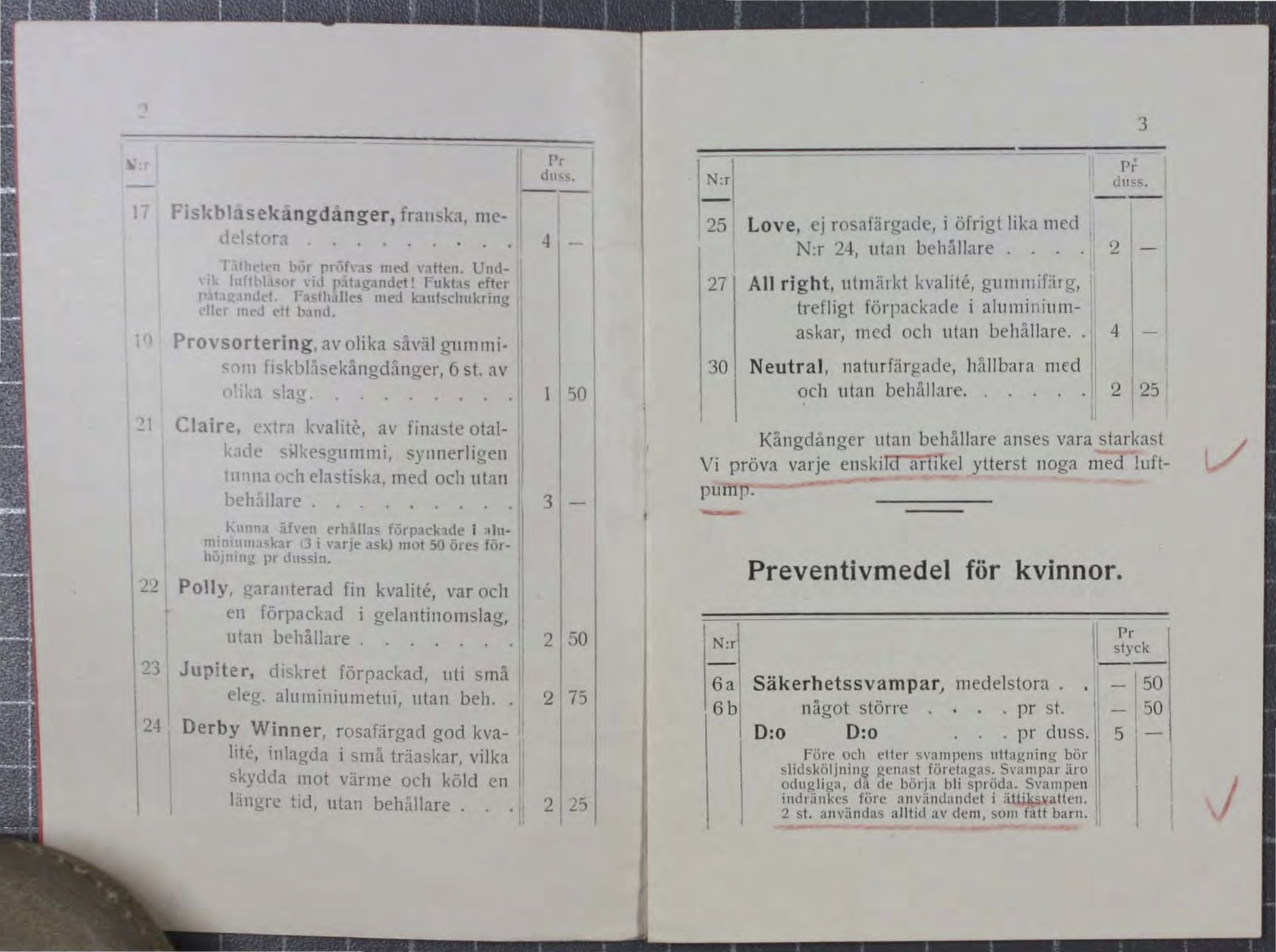
Preventivmedelsbroschyr från 1914. Sid 2-3

Efter att Bergegren fastställt att män inte likt hundar saknar behärskning börjar talet ta en ny vändning. Under talets gång förkunnas preventivmedlet som lösning på de problem som omnämns, där det också omnämns de olika typer av preventivmedel som existerar. En kåndång (äldre form för kondom ) skulle ge kvinnor mer makt i både förhållandet men dessutom i samlaget. Kåndången beskrivs som ”ett elastiskt överdrag i form av en handskfinger, som drages över den manliga lemmen, och vari så säden stannar”. Det fanns dessutom fler typer av preventivmedel, en svamp, fuktad i antingen ättika eller aseptin. En halvformig gummihinna som var omgiven av en urfjäder bestående av en ”tjock kautschuckring” hyllades också. Båda entiteterna förs sedan mot modermunnen och förhindrar då sädens ingång. Däremot kunde svampen och ringen finnas svår att använda och säkra och därför föreslogs det att läkare ska börja förse kvinnor med den kunskap och demonstrera hur det går till. Talet avslutades med:
”Och om ni, mina damer, ej kunna ge mig rätt och ej instämma i något tal om - kärlek utan barn, måste ni dock ovillkorligen medge, att det är bättre än barn utan kärlek. Och ej kunna de små skatta den kärlek högt, som skänkt dem sjukdom, skänkt dem nöd i arv.
Det är ett förebrående, klagande, varnande rop, jag velat skrika ut!”

## Reaktioner

skämtteckning om Hinke Bergegrens tal ”kärlek utan barn”

Reaktionerna på föredraget var splittrade. I socialistiska kretsar togs det i vissa fall emot med stor entusiasm, medan det i andra fall gick mer obemärkt förbi. I borgerliga kretsar mötte han stort motstånd, där människor till och med beskyllde Bergegren som ”orsak till alla oäkta barn”. På grund av att talet tog upp flera olika ämnen inom kvinnorättsrörelsen fanns det många olika åsikter. De flesta av arbetarna höll med Bergegren om att ett stort antal barn förvärrar den rådande fattigdomen. Många rörelser hade under denna tid ännu inte tagit ställning i  preventivmedelsfrågan, åtminstone inte arbetarrörelsen. Betydande socialdemokrater som Hjalmar Branting och Rosa Luxemburg ansåg till exempel inte att teorin om överbefolkning var sakligt grundad, något som ofta fördes på tal när användning av preventivmedel debatterades. Karl Marx fördömde denna teori rakt ut.
En tid efter sitt föredrag dömdes Hinke Bergegren till ett två månader långt fängelsestraff på grund av sin agitation om preventivmedel. När han ställdes inför rätta hade över 850 kvinnor protesterat mot åtalet. De menade att hans budskap hade förvrängts av människor som inte ens lyssnat på talet.
Talet inspirerade dessutom fler människor att föra denna kamp vidare, tack vare den stora responsen som han erhöll genom sitt tal. Hinke var en känd agitator under den tiden och fick ofta motstånd för sina åsikter, men det hjälpte också honom att föra fram sina åsikter. Kvinnor kunde tack vare en reduktion av barnalstring finna mer makt i sina liv. Många andra kända förespråkare för födelsefrågan under hans tid som Anton Nyström, Knut Wicksell och Frida Stéenhoff kämpade hårt för deras sak men Hinke nådde lättare ut till massorna.
Livet för kvinnor under denna tid var inte lätt, speciellt för arbetarkvinnorna. Dessa kvinnor hade inget val mellan arbete eller barnuppfostran då de enligt samhället skulle vara ansvariga för båda medan de rikare kvinnor kunde välja. Detta var en viktig orsak till att Bergegrens budskap fick sådan ingång hos arbetarkvinnorna, då han hjälpte till att föra en talan och belysa det som de själva vill föra fram, och tack vare att han var man kunde han då nå en större publik. Ett flertal kvinnor var samtidigt rädda för att de med en sexuell liberation skulle tvingas stanna i sina hem och därmed föda ännu fler barn.
Inledningen av 1900-talet var präglat av rashygieniska tankar. Folket ansågs förändras arvsmässigt, och många ville motverka en ”försämring” för den tidens människor. Många var övertygade om betydelsen av "ett starkt och friskt folk", vilket blev ett ofta använt argument för preventivmedel. Läkarna Julia Kinberg och Alma Sundquist förespråkade att vara försiktig i sängkammaren och att använda sig av antikonceptionellt medel för att inte föra vidare dåliga anlag. Kinberg och Sundquist fick ökad uppmärksamhet tack vare Bergegrens föredrag och fick därmed större spridning av sina idéer.

## Juridiska följder

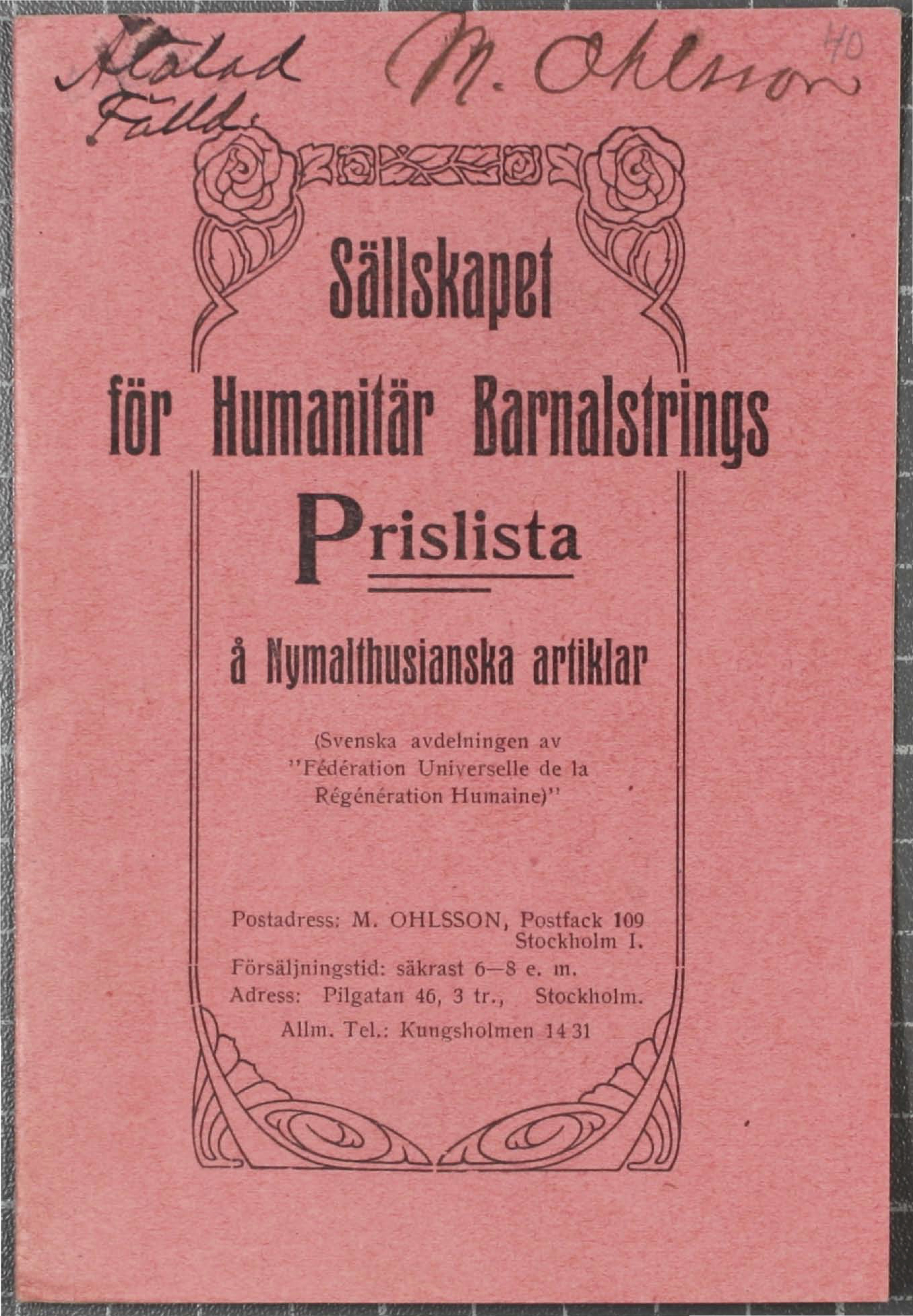
Preventivmedelsbroschyr från 1914. Utgivaren fälldes för brott mot Lex Hinke.

På grund av sin kampanj mötte Hinke stort motstånd, så stort att en lag skapades, Preventivmedelslagen, i folkmun kallad för Lex Hinke. Den innehöll ett förbud för upplysning och annonsering av preventivmedel. Lagen var i kraft i nästan 30 år, men tack vare Elise Ottesen-Jensen och RFSU avskaffades den 1938.